# Miłosz Kozak
Miłosz Daniel Kozak (ur. 23 maja 1997 w Gostyniu) – polski piłkarz, występujący na pozycji lewego lub prawego skrzydłowego w Śląsku Wrocław.

## Kariera piłkarska
Jest wychowankiem Kanii Gostyń i Lecha Poznań. W swojej karierze grał w Legii II Warszawa, Zagłębiu Sosnowiec, Wigrach Suwałki, Podbeskidziu Bielsko-Biała, Chrobrym Głogów, Radomiaku Radom, Spartaku Trnava i Górniku Łęczna. W 2022 zdobył Puchar Słowacji.

## Kariera reprezentacyjna
W latach 2011–2018 był młodzieżowym reprezentantem Polski. 

## Życie prywatne
Jego młodsza siostra, Kinga (ur. 2002), jest piłkarką.